# Tysklands Grand Prix 1989
Tysklands Grand Prix 1989 var det nionde av 16 lopp ingående i formel 1-VM 1989.

## Resultat
1. Ayrton Senna, McLaren-Honda, 9 poäng
2. Alain Prost, McLaren-Honda, 6
3. Nigel Mansell, Ferrari, 4
4. Riccardo Patrese, Williams-Renault, 3
5. Nelson Piquet, Lotus-Judd, 2
6. Derek Warwick, Arrows-Ford, 1
7. Andrea de Cesaris, BMS Scuderia Italia (Dallara-Ford)
8. Martin Brundle, Brabham-Judd
9. Pierluigi Martini, Minardi-Ford
10. Jean Alesi, Tyrrell-Ford
11. Rene Arnoux, Ligier-Ford
12. Eddie Cheever, Arrows-Ford (varv 40, bränslesystem)

### Förare som bröt loppet
- Stefano Modena, Brabham-Judd (varv 37, motor)
- Satoru Nakajima, Lotus-Judd (36, snurrade av)
- Ivan Capelli, March-Judd (32, elsystem)
- Mauricio Gugelmin, March-Judd (28, växellåda)
- Emanuele Pirro, Benetton-Ford (26, snurrade av)
- Philippe Alliot, Larrousse (Lola-Lamborghini) (20, oljeläcka)
- Jonathan Palmer, Tyrrell-Ford (16, motor)
- Gerhard Berger, Ferrari (3, snurrade av)
- Stefan "Lill-Lövis" Johansson, Onyx-Ford (8, överhettning)
- Alessandro Nannini, Benetton-Ford (6, elsystem)
- Thierry Boutsen, Williams-Renault (4, kollision)
- Alex Caffi, BMS Scuderia Italia (Dallara-Ford) (2, motor)
- Michele Alboreto, Larrousse (Lola-Lamborghini) (1, elsystem)
- Olivier Grouillard, Ligier-Ford (0, växellåda)

### Förare som ej kvalificerade sig
- Luis Pérez Sala, Minardi-Ford
- Bertrand Gachot, Onyx-Ford
- Christian Danner, Rial-Ford
- Volker Weidler, Rial-Ford

### Förare som ej förkvalificerade sig
- Yannick Dalmas, AGS-Ford
- Nicola Larini, Osella-Ford
- Gabriele Tarquini, AGS-Ford
- Piercarlo Ghinzani, Osella-Ford
- Roberto Moreno, Coloni-Ford
- Pierre-Henri Raphanel, Coloni-Ford
- Gregor Foitek, EuroBrun-Judd
- Aguri Suzuki, Zakspeed-Yamaha
- Bernd Schneider, Zakspeed-Yamaha

## VM-ställning
| Förarmästerskapet 1. Alain Prost, McLaren-Honda, 53 2. Ayrton Senna, McLaren-Honda, 36 3. Riccardo Patrese, Williams-Renault, 25 Nigel Mansell, Ferrari, 25 | Konstruktörsmästerskapet 1. McLaren-Honda, 89 2. Williams-Renault, 38 3. Ferrari, 25 |